# Bénédicte Couvreur
Pour les articles homonymes, voir Couvreur (homonymie).
Bénédicte Couvreur est une productrice de cinéma française. Elle est notamment la productrice de Céline Sciamma, de Delphine Gleize et du documentariste Olivier Meyrou.

## Biographie
Après avoir obtenu une maîtrise de sociologie, Bénédicte Couvreur se forme à La Femis, dont elle sort diplômée en production en 1998. Elle collabore ensuite avec Jérôme Dopffer, avec lequel elle a étudié à La Femis, pour les Productions Balthazar, produisant de nombreux courts métrages, trois téléfilms pour Arte et cinq longs métrages pour le cinéma, dont les premiers de Céline Sciamma et de Delphine Gleize. Elle commence aussi à travailler avec le documentariste Olivier Meyrou, notamment au sein de Hold-up Films, société dont elle devient la gérante en 2008. Elle dirige aussi la société Lilies Films, qu'elle crée en 2011 pour coproduire Tomboy de Céline Sciamma. De 2002 à 2012, elle travaille également aux côtés d'Élisabeth Depardieu pour la sélection des projets de l'association emergence.
Elle est membre du collectif 50/50 qui a pour but de promouvoir l’égalité des femmes et des hommes et la diversité dans le cinéma et l’audiovisuel,.

## Filmographie
Sauf indication contraire, les informations mentionnées dans cette section peuvent être confirmées par les bases de données cinématographiques IMDb et Allociné,  présentes dans la section « Liens externes ».
- 2002 : Plus que deux (court métrage) d'Yves Cantraine - productrice associée
- 2002 : Loup ! (court métrage) de Zoé Galeron
- 2002 : La Tête sous l'eau (court métrage) d'Olivier Hémon et Malika Saci - également directrice de production
- 2002 : Carnages de Delphine Gleize - productrice associée
- 2003 : Ni vue, ni connue (court métrage) de Dorothée Sebbagh
- 2003 : Speculoos (court métrage) d'Yves Cantraine
- 2005 : Bye Bye Apartheid (documentaire) d'Olivier Meyrou
- 2004 : Pas sages de Lorraine Groleau
- 2005 : On est mort un million de fois (court métrage) de Dorothée Sebbagh
- 2005 : Au-delà de la haine (documentaire) d'Olivier Meyrou - productrice exécutive
- 2005 : Mystification ou l'Histoire des portraits de Sandrine Rinaldi
- 2006 : Indépendance (court métrage) de Fabrice Main
- 2006 : La Dérive des continents de Vincent Martona
- 2006 : L'Homme qui rêvait d'un enfant de Delphine Gleize
- 2007 : Naissance des pieuvres de Céline Sciamma - également directrice de production
- 2007 : La Part animale de Sébastien Jaudeau
- 2007 : Célébration (documentaire) d'Olivier Meyrou - productrice exécutive
- 2007 : L'Âge de l'amour (téléfilm) d'Olivier Lorelle
- 2009 : L'Avocat du diable (documentaire) d'Olivier Meyrou - productrice exécutive
- 2011 : Tomboy de Céline Sciamma
- 2011 : Acrobate (documentaire) d'Olivier Meyrou
- 2013 : Parade (documentaire) d'Olivier Meyrou
- 2014 : Bande de filles de Céline Sciamma
- 2019 : Portrait de la jeune fille en feu de Céline Sciamma
- 2021 : Petite Maman de Céline Sciamma
- 2023 : Ama Gloria de Marie Amachoukeli

## Distinctions
- Festival international du court-métrage de Clermont-Ferrand 2002 : Prix Procirep pour La Tête sous l'eau[8]
- Prix IFCIC 2014 : prix de la jeune société de production indépendante pour Lilies Films[5]